# Liste der Biografien/Smith, H
Liste der Biografien |
Portal Biografien |
H Personensuche
# |
A |
B |
C |
D |
E |
F |
G |
H |
I |
J |
K |
L |
M |
N |
O |
P |
Q |
R |
S |
T |
U |
V |
W |
X |
Y |
Z |
?
 
Sa |
Sb |
Sc |
Sd |
Se |
Sf |
Sg |
Sh |
Si |
Sj |
Sk |
Sl |
Sm |
Sn |
So |
Sp |
Sq |
Sr |
Ss |
St |
Su |
Sv |
Sw |
Sy |
Sz
 
Sma |
Smb |
Sme |
Smi |
Smj |
Smo |
Smr |
Smu |
Smy
 
Smia |
Smic |
Smid |
Smie |
Smig |
Smij |
Smik |
Smil |
Smir |
Smis |
Smit
 
Smita |
Smite |
Smith |
Smitk |
Smitr |
Smits |
Smitt
 
Smith, A |
Smith, B |
Smith, C |
Smith, D |
Smith, E |
Smith, F |
Smith, G |
Smith, H |
Smith, I |
Smith, J |
Smith, K |
Smith, L |
Smith, M |
Smith, N |
Smith, O |
Smith, P |
Smith, Q |
Smith, R |
Smith, S |
Smith, T |
Smith, U |
Smith, V |
Smith, W |
Smith, Y |
Smith, Z |
Smith? |
Smitha |
Smithe |
Smithi |
Smiths |
Smithw |
Smithy
Die Liste der Biografien führt alle Personen auf, die in der deutschsprachigen Wikipedia einen Artikel haben. Dieses ist eine Teilliste mit 62 Einträgen von Personen, deren Namen mit den Buchstaben „Smith, H“ beginnt.

## Smith, H
- Smith, H. Allen (1909–1998), US-amerikanischer Politiker

### Smith, Ha
- Smith, Hagen (* 1995), US-amerikanischer Volleyball- und Beachvolleyballspieler
- Smith, Hal (1916–1994), amerikanischer Schauspieler und Synchronsprecher
- Smith, Hale (1925–2009), US-amerikanischer Komponist, Musikpädagoge und Pianist
- Smith, Hamilton Othanel (* 1931), US-amerikanischer Biochemiker
- Smith, Hannah Whitall (1832–1911), US-amerikanische Predigerin, Autorin und Frauenrechtlerin
- Smith, Harlan James (1924–1991), US-amerikanischer Astronom
- Smith, Harley Quinn (* 1999), US-amerikanische SchauspielerinHarley Quinn Smith (* 1999)

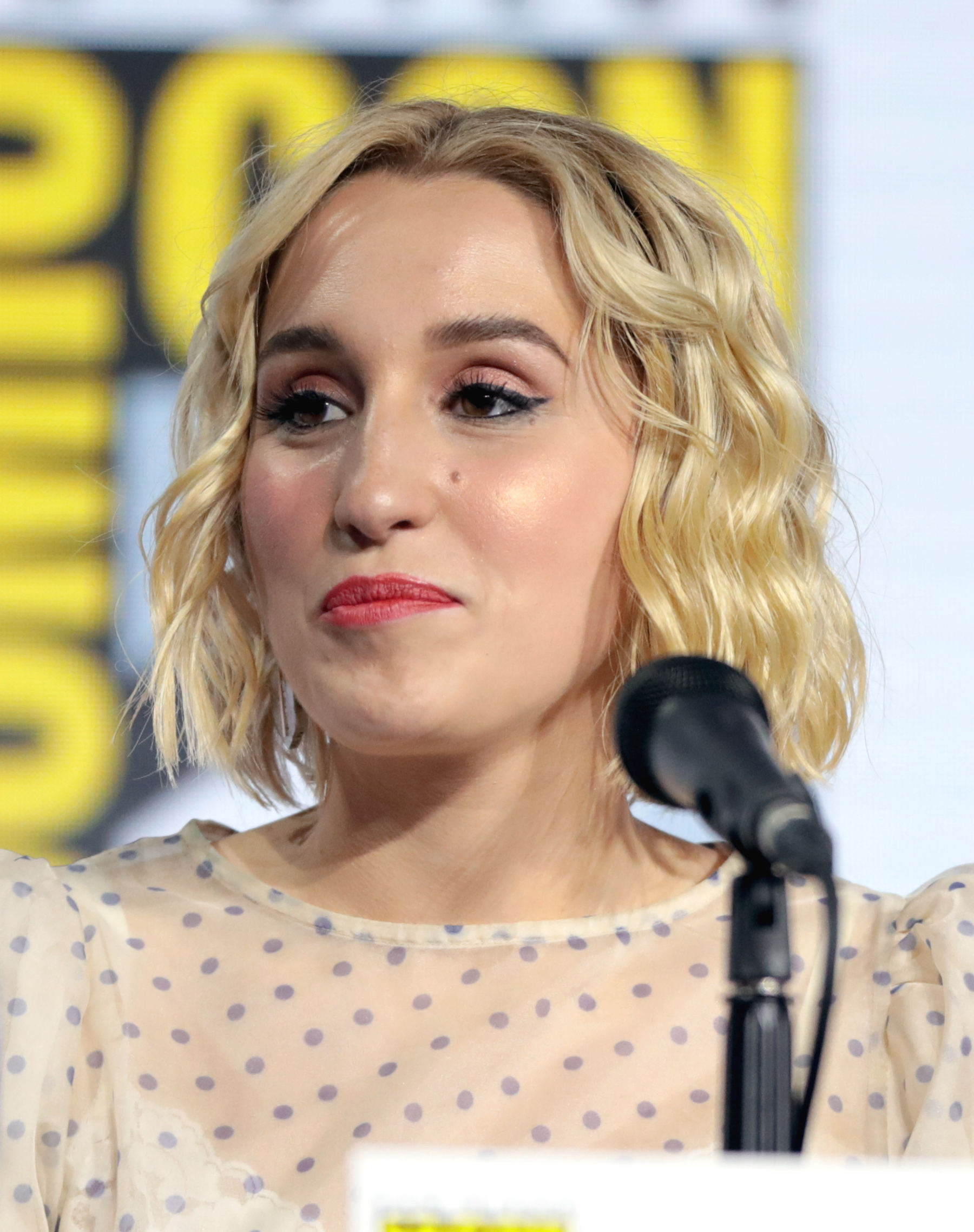
Harley Quinn Smith (* 1999)

- Smith, Harold (1909–1958), US-amerikanischer Wasserspringer
- Smith, Harold Jacob (1912–1970), US-amerikanischer Filmschauspieler und Drehbuchautor
- Smith, Harri Anne (* 1962), US-amerikanische Politikerin
- Smith, Harrison (* 1989), US-amerikanischer American-Football-Spieler
- Smith, Harry (1888–1961), US-amerikanischer Langstreckenläufer
- Smith, Harry B. (1860–1936), US-amerikanischer Lyriker und Librettist
- Smith, Harry Everett (1923–1991), US-amerikanischer Experimentalfilmer, Maler, Musikforscher, Anthropologe, Sammler und Okkultist
- Smith, Harry Leslie (1923–2018), britischer Autor, politischer Kommentator und Menschenrechtsaktivist
- Smith, Harry, 1. Baronet (1787–1860), britischer Armeeoffizier
- Smith, Harvey (* 1938), britischer Springreiter und Pferdehändler
- Smith, Harvey (* 1966), US-amerikanischer Spieleentwickler
- Smith, Harvey C. (1874–1929), US-amerikanischer Lehrer, Zeitungsverleger, Jurist und Politiker
- Smith, Hazel Brannon (1914–1994), US-amerikanische Journalistin und Zeitungsverlegerin

### Smith, He
- Smith, Heather Rene (* 1987), US-amerikanisches Model, Playmate und Schauspielerin
- Smith, Hedrick (* 1933), US-amerikanischer Journalist, Fernsehproduzent und Sachbuchautor
- Smith, Hélène (1861–1929), schweizerisches Medium und Malerin
- Smith, Helmer (1882–1956), schwedischer Indologe
- Smith, Helmut Walser (* 1962), US-amerikanischer Historiker
- Smith, Henry (1766–1818), US-amerikanischer Politiker
- Smith, Henry (1838–1916), US-amerikanischer Politiker
- Smith, Henry (* 1996), australischer Leichtathlet
- Smith, Henry C. (1856–1911), US-amerikanischer Politiker
- Smith, Henry Holmes (1909–1986), US-amerikanischer Fotograf
- Smith, Henry John Stephen (1826–1883), englischer Mathematiker
- Smith, Henry Nash (1906–1986), amerikanischer Kultur- und Literaturwissenschaftler
- Smith, Henry P. (1911–1995), US-amerikanischer Politiker
- Smith, Herbert (1872–1953), britischer Mineraloge
- Smith, Herbert (1877–1951), englischer Fußballspieler
- Smith, Herbert Huntington (1851–1919), US-amerikanischer Naturforscher
- Smith, Hezekiah Bradley (1816–1887), US-amerikanischer Politiker

### Smith, Hi
- Smith, Hilda (1909–1995), britische Turnerin
- Smith, Hilder Florentina (1890–1977), US-amerikanische Flugpionierin
- Smith, Hiram Y. (1843–1894), US-amerikanischer Politiker

### Smith, Ho
- Smith, Hobart Muir (1912–2013), amerikanischer Herpetologe
- Smith, Hobbe (1862–1942), niederländischer Maler, Aquarellist, Radierer und Lithograf
- Smith, Holland M. (1882–1967), US-amerikanischer General des United States Marine CorpsHolland M. Smith (1882–1967)

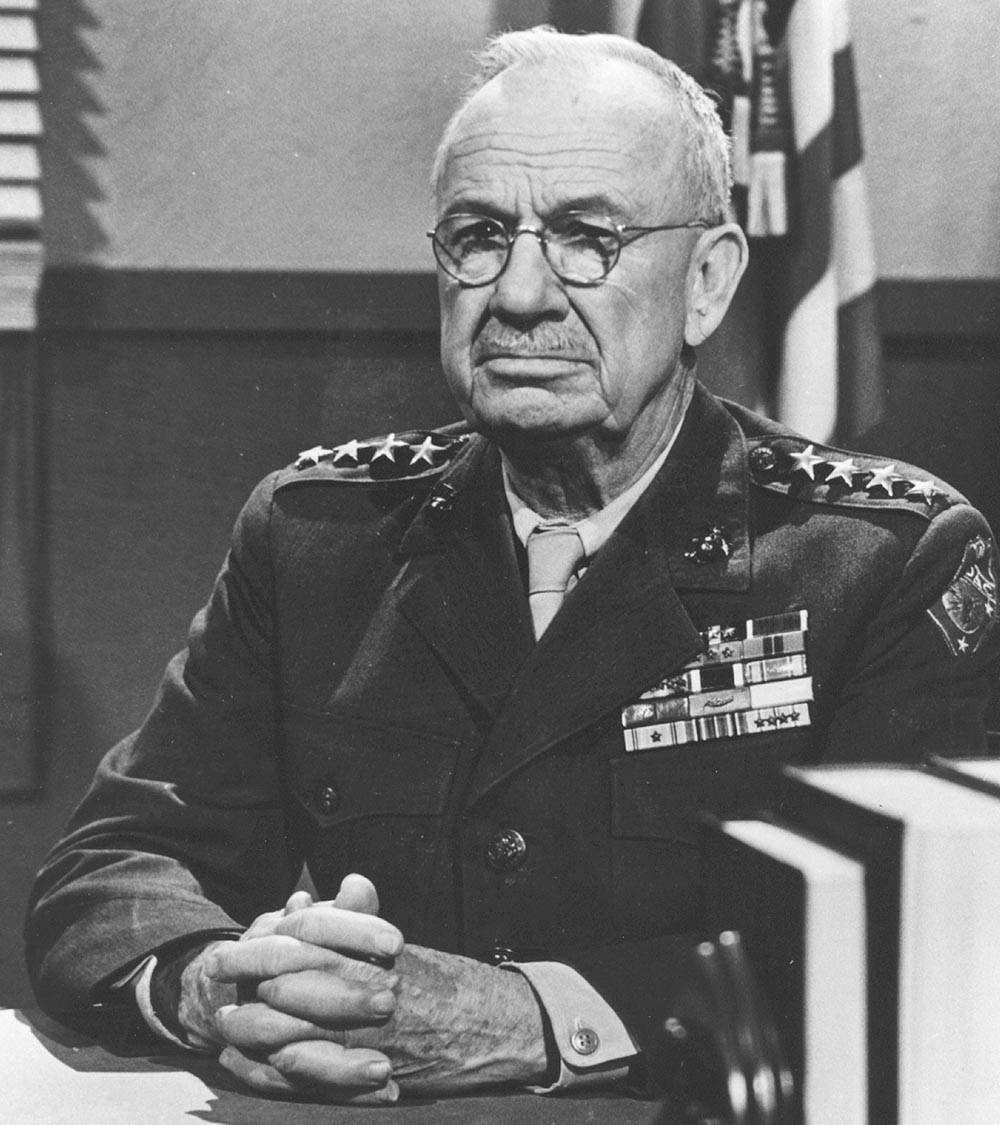
Holland M. Smith (1882–1967)

- Smith, Homer (1895–1962), US-amerikanischer Physiologe
- Smith, Hooley (1903–1963), kanadischer Eishockeyspieler
- Smith, Hopkinson (* 1946), US-amerikanischer Lautenist und Spezialist für Alte Musik
- Smith, Horace B. (1826–1888), US-amerikanischer Politiker
- Smith, Horatio Elwin (1886–1946), US-amerikanischer Romanist und Literaturwissenschaftler
- Smith, Horton (1908–1963), US-amerikanischer Golfer
- Smith, Howard (1893–1968), US-amerikanischer Schauspieler
- Smith, Howard (1919–1996), britischer Botschafter
- Smith, Howard (1936–2014), amerikanischer Journalist, Radiomoderator und Regisseur
- Smith, Howard A. (1912–2002), US-amerikanischer Filmeditor
- Smith, Howard Alexander (1880–1966), US-amerikanischer Politiker
- Smith, Howard E. (* 1945), US-amerikanischer Filmeditor
- Smith, Howard K. (1914–2002), US-amerikanischer Journalist, Fernsehmoderator und Schauspieler
- Smith, Howard W. (1883–1976), US-amerikanischer Politiker

### Smith, Hu
- Smith, Huey (1934–2023), US-amerikanischer Rhythm-&-Blues-Musiker
- Smith, Hulett C. (1918–2012), US-amerikanischer Politiker
- Smith, Hunter (* 1977), US-amerikanischer American-Football-Spieler

### Smith, Hy
- Smith, Hyrum (1800–1844), US-amerikanischer Kirchenführer (Mormonen)Hyrum Smith (1800–1844)

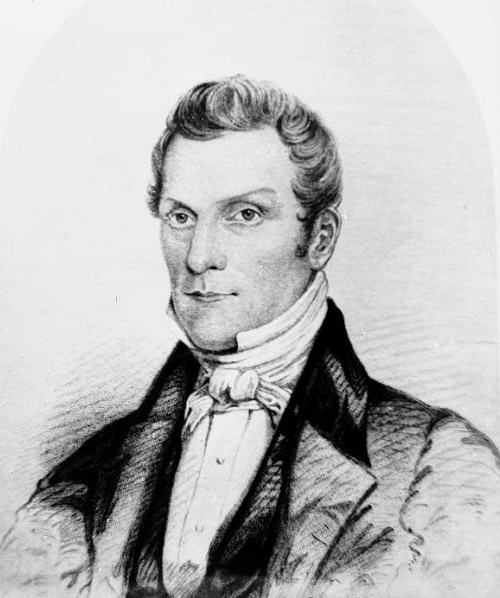
Hyrum Smith (1800–1844)